# Edmund Swetenham
Edmund Swetenham (15 de noviembre de 1822-19 de marzo de 1890) fue un abogado y político del Partido Conservador británico. 

## Primeros años de vida
Swetenham nació en Somerford Booths, Cheshire, en 1822, hijo de Clement Swetenham, un caballero de Sumerford Booths Hall, y su esposa Eleanor (de soltera Buchanan). 
Estudió en la Macclesfield Grammar School y en el Brasenose College de Oxford, y fue admitido como abogado en 1848. 

## Carrera

### Trabajo de abogado
Swetenham fue convocado al Colegio de Abogados de Lincoln's Inn en 1848  y eligió trabajar en la región del norte de Gales del Circuito de Gales y Chester. Se convirtió en uno de los abogados más destacados de la región, defendiendo o procesando en muchos de los casos más famosos de su tiempo, incluida la defensa de empleados ferroviarios acusados de homicidio después del desastre del ferrocarril de Abergele en 1869. 
Es famoso por haber procesado al editor Thomas Gee por difamación. Gee había revelado en su periódico The Flag que un granjero local había votado por el Partido Conservador en las elecciones generales de ese año, y esto llevó al desalojo del granjero de su propiedad en protesta. 
Swetenham también defendió a Cadwaladr Jones, un hombre de Dolgellau, en 1877, acusado de asesinar a su novia. Jones fue posteriormente ahorcado. 
Fue ascendido a Consejero de la Reina (QC) en 1880.

### Carrera política
En las elecciones generales de 1885, Swetenham se presentó en el distrito electoral de Caernarfon Boroughs por los conservadores, perdiendo por 65 votos.  Se presentó nuevamente a las elecciones generales de 1886, siendo elegido por una mayoría de 136 votos contra el diputado liberal Señor Love Jones-Parry, que estaba en el cargo. 

## Vida personal
Se casó dos veces, la primera en 1851 con Elizabeth Jane, hija de Wilson Jones. Jones era de Hartsheath Park, Mold, y fue diputado entre 1835 y 1841 por Denbigh Boroughs . Edmund y Elizabeth tuvieron un hijo y dos hijas.
Swetenham se volvió a casar en 1867. Se casó con Gertrude, hija de Ellis Cunliffe de Acton Park, Wrexham. Tuvieron un hijo y una hija; Gertrude murió en 1876. 